# Lejeunea flavovirens
Lejeunea flavovirens là một loài Rêu trong họ Lejeuneaceae. Loài này được Ångström mô tả khoa học đầu tiên năm 1873.